# Iris Van Robays
Iris Van Robays (Kortrijk, 14 oktober 1994) is een Belgische cartooniste en illustratrice. Ze is voornamelijk bekend door haar wekelijkse rubriek in de krant De Standaard, genaamd De Kwinkslagerij. Typerend zijn de speelse, kleurrijke stijl en woordgrapjes waarmee ze vaak werkt.
Ze studeerde grafisch ontwerp aan het Sint-Lucas in Gent. Tijdens de coronapandemie creëerde ze Quarantiny, een persiflage op het Tiny-figuurtje uit de boeken van Gilbert Delahaye en Marcel Marlier.
In 2024 werkte ze mee aan de tentoonstelling RA RA REBUS in Biekorf te Brugge. Ze verzorgde hier de inleidende rebussen van de drie onderdelen van de tentoonstelling.

## Boeken
- De Kwinkslagerij, een kwart kilo woordspelingen (2022)